# Tribolodon
Genre
Tribolodon est un genre de poissons téléostéens de la famille des Cyprinidae et de l'ordre des Cypriniformes. Il se rencontre en Asie du Sud-Est.

## Liste des espèces
Selon FishBase (25 juillet 2016) :
- Tribolodon brandtii (Dybowski, 1872) ;
- Tribolodon hakonensis (Günther, 1877) ;
- Tribolodon nakamurai (A. Doi et Shinzawa, 2000) ;
- Tribolodon sachalinensis (A. M. Nikolskii, 1889).